# Sant'Andréa-di-Bozio
Sant'Andréa-di-Bozio est une commune française située dans la circonscription départementale de la Haute-Corse et le territoire de la collectivité de Corse. Elle est issue de la fusion en 1857 des trois communes d'Arbitro, Piedicorte-di-Bozio et Rebbia. Elle appartient à l'ancienne piève de Bozio.

## Géographie

Panorama de Sant'Andréa-di-Bozio

### Situation
Sant'Andréa-di-Bozio est une commune du Bozio, ancienne pieve aux marges de la partie sud-occidentale de la Castagniccia, dans le territoire de vie du « Centru di Corsica » du parc naturel régional de Corse dont elle est adhérente. Elle est l'une des 24 communes du canton de Bustanico, la deuxième par sa superficie de 2 403 hectares.
| - OpenStreetMap Limite communale |

Communes limitrophes

### Géologie et relief
Sant'Andréa-di-Bozio occupe un cirque montagneux ouvert sur le couchant, au sud de la Corse schisteuse du nord-est de la Corse. Le site est entrecoupé de hautes collines vertes, où naissent de nombreux petits cours d'eau.
Les limites de son territoire sont définies :  
- depuis le lieu-dit Pinello (Favalello) au N-O où se situe la confluence des ruisseaux de Pasquale et de Cava alla Fosse, vers l'est, par le cours même du ruisseau de Pasquale, puis par celui du ruisseau de Guaglinella jusqu'à la Pointe d'Orzale (1 071 m) ;
- de la Pointe d'Orzale vers le sud, la démarcation se matérialise par une ligne de crête passant par Pointe de Figarello (1 100 m) via la chapelle ruinée de San Serviano (1 230 m) -point culminant de la commune, jusqu'à Castillo (899 m). La ligne part à l'ouest sur Punta Cigno (1 003 m) puis au nord sur Punta Alta (1 056 m) et Punta di Mangaio (1 036 m), descend la crête de Casindicatelli jusqu'au lit du ruisseau de Ferlacce (604 m). Elle remonte ensuite jusqu'à la borne située à 931 m sur la crête reliant le village d'Erbajolo à l'oratoire San Cervone (899 m) pour suivre vers le sud une autre ligne de crête passant par le pylône des télécommunications, la Punta alla Fave (747 m), la crête de Buona Notte puis la pointe San Salvadore bornée à 650 m jusqu'au ruisseau de Stradonata ;
- du ruisseau de Stradonata la ligne repart à l'ouest sur Punta di Pirello (517 m) au sud de la commune, Punta di Scoppa (489 m) jusqu'au ruisseau de Trebinche ;
- du ruisseau de Trebinche, la ligne va au nord, descendant le cours du ruisseau de Trebinche jusqu'au ruisseau de Tenziono, suivant ensuite le flanc de collines en traversant plusieurs petits cours d'eau : les ruisseaux de Peridonto, de  Pietrelle, de Debiacce, de Capannelle, de Fava et de Cava alla Fosse, jusqu'au ruisseau de Pasquale à Pinello.

Un petit chaînon montagneux partage son territoire en deux parties : côté occidental, le bassin versant du ruisseau de Pasquale (il prend plus en aval le nom de ruisseau de Zincaio) et côté oriental la haute vallée du ruisseau de Corsigliese. Tous deux sont des affluents du Tavignano.

### Hydrographie
Le réseau hydrographique est dense. Sur la partie occidentale de la commune, de nombreux petits ruisseaux (de Guaglinella, de Guado Buja, de Fontania, de Piana, de Canneto pour les principaux) dévalent les collines à l'adret pour alimenter le ruisseau de Pasquale. Celui-ci porte le nom de Pasquale en commémoration de la victoire de Pascal Paoli sur Marius Emmanuel Matra à l'issue du combat livré dans le Bozio, depuis le couvent d'Alando jusqu'à Rebbia, Matra ayant été tué près du ruisseau. La partie orientale est une zone déserte, boisée. C'est le vallon du ruisseau de Corsigliese qui prend sa source au lieu-dit Campodondico, à environ 960 m d'altitude, sous le carrefour des routes D16 et D539, et dont le long cours est orienté au sud-est.

### Climat et végétation
Le tapis végétal est très contrasté. À l'ouest, vers le fond de la vallée du Tavignano, les collines sont couvertes d'un maquis ras, sec en été, parsemé de chênes verts et d'oliviers, qui a été souvent la proie des flammes. Dès l'approche du village et jusqu'aux crêtes, tout est verdoyant, boisé de châtaigniers et de hauts chênes verts.

### Voies de communication et transports

#### Accès routiers
Du fait de sa situation géographique, Sant'Andria est accessible des quatre points cardinaux par la route :
- du nord, on accède au hameau de Poggio par la route D339 via Aiti et Mazzola ;
- de l'est, la D16 relie le village à la Costa Serena et à la mer Tyrrhénienne ;
- du sud, la D16 puis la D14, via Erbajolo et Focicchia, relient le village à la RT 50 et la vallée du Tavignano ;
- de l'ouest, la D339 puis la D39 relient le village à la ville de Corte distante de 18 kilomètres via la RT 50.

#### Transports
La gare la plus proche est la gare de Corte.

## Urbanisme

### Typologie
Au 1er janvier 2024, Sant'Andréa-di-Bozio est catégorisée commune rurale à habitat très dispersé, selon la nouvelle grille communale de densité à sept niveaux définie par l'Insee en 2022.
Elle est située hors unité urbaine. Par ailleurs la commune fait partie de l'aire d'attraction de Corte, dont elle est une commune de la couronne,. Cette aire, qui regroupe 34 communes, est catégorisée dans les aires de moins de 50 000 habitants,.

### Occupation des sols
L'occupation des sols de la commune, telle qu'elle ressort de la base de données européenne d’occupation biophysique des sols Corine Land Cover (CLC), est marquée par l'importance des forêts et milieux semi-naturels (100 % en 2018), une proportion identique à celle de 1990 (100 %). La répartition détaillée en 2018 est la suivante : 
forêts (56,6 %), milieux à végétation arbustive et/ou herbacée (42,2 %), espaces ouverts, sans ou avec peu de végétation (1,2 %). L'évolution de l’occupation des sols de la commune et de ses infrastructures peut être observée sur les différentes représentations cartographiques du territoire : la carte de Cassini (XVIIIe siècle), la carte d'état-major (1820-1866) et les cartes ou photos aériennes de l'IGN pour la période actuelle (1950 à aujourd'hui).

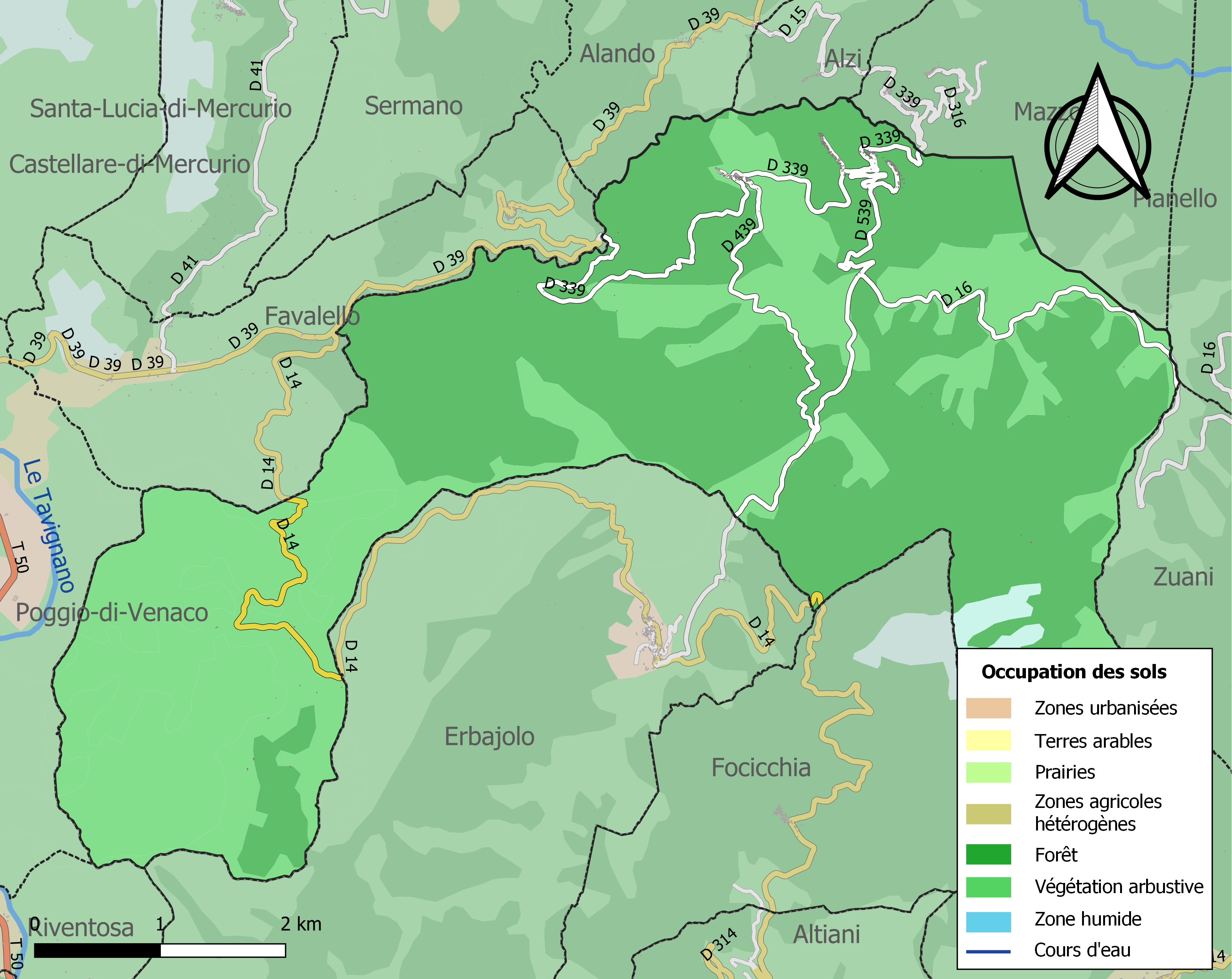
Carte des infrastructures et de l'occupation des sols de la commune en 2018 (CLC).
Panorama du village

### Hameaux, lieux-dits et écarts
Le village est composé de quatre communautés villageoises alignées sur des arêtes rocheuses : Arbitro, Rebbia, Poggio et Piedilacorte, qui ont fusionné pour créer la commune. Ces anciens villages étaient tous dotés d'une église. Aux abords des zones d'habitation, les terrasses de cultures témoignent de la prospérité des lieux jadis. La population a été en partie décimée par la Grande Guerre avec 37 morts. Jusqu'au milieu du siècle dernier, le village comptait encore trois écoles pour une centaine d'élèves. En 2007 il n'y avait plus que 85 habitants !

#### Arbitro
Ancienne commune avant 1857, il est le hameau à l'ouest du village, le plus étendu et le plus bas, ne dépassant pas les 750 m d'altitude.

#### Rebbia
Rebbia est le village principal, le centre du village. La mairie s'y trouve.

#### Piedilacorte
Piedilacorte est le hameau se situant à l'est, le plus haut du village. Son église se situe à près de 875 m d'altitude.

#### Poggio
Le hameau se trouve sur la même arête montagneuse que Piedilacorte, mais est situé plus bas, à une altitude moyenne de 800 m. Un oratoire se trouve à l'ouest du hameau.

## Histoire

### Époque contemporaine
La Grande Guerre (1914-1918) a fait une hécatombe dans ce village : 37 morts.

## Politique et administration

### Liste des maires
| Période                                  | Période  | Identité        | Étiquette | Qualité    |
| ---------------------------------------- | -------- | --------------- | --------- | ---------- |
| maire en 1911                            | ?        | Pierre Poggi    |           |            |
| avant 1981                               | ?        | Charles Orsini  | MRG       |            |
| mars 2008                                | En cours | Frédéric Orsini | PRG       | Commerçant |
| Les données manquantes sont à compléter. |          |                 |           |            |

## Population et société

### Démographie
L'évolution du nombre d'habitants est connue à travers les recensements de la population effectués dans la commune depuis 1806. Pour les communes de moins de 10 000 habitants, une enquête de recensement portant sur toute la population est réalisée tous les cinq ans, les populations de référence des années intermédiaires étant quant à elles estimées par interpolation ou extrapolation. Pour la commune, le premier recensement exhaustif entrant dans le cadre du nouveau dispositif a été réalisé en 2006.

En 2022, la commune comptait 56 habitants, en évolution de −23,29 % par rapport à 2016 (Haute-Corse : +5,15 %, France hors Mayotte : +2,11 %).
| 1806 | 1821 | 1841 | 1846 | 1851 | 1856 | 1861 | 1866 | 1872 |
| ---- | ---- | ---- | ---- | ---- | ---- | ---- | ---- | ---- |
| 149  | 199  | 224  | 232  | 249  | 653  | 802  | 821  | 778  |

| 1876 | 1881 | 1886 | 1891 | 1896 | 1901 | 1906 | 1911 | 1921 |
| ---- | ---- | ---- | ---- | ---- | ---- | ---- | ---- | ---- |
| 794  | 698  | 637  | 579  | 650  | 620  | 661  | 590  | 507  |

| 1926 | 1931 | 1936 | 1946 | 1954 | 1962 | 1968 | 1975 | 1982 |
| ---- | ---- | ---- | ---- | ---- | ---- | ---- | ---- | ---- |
| 504  | 502  | 547  | 510  | 306  | 148  | 122  | 106  | 104  |

| 1990 | 1999 | 2006 | 2011 | 2016 | 2021 | 2022 | - | - |
| ---- | ---- | ---- | ---- | ---- | ---- | ---- | - | - |
| 63   | 76   | 85   | 84   | 73   | 61   | 56   | - | - |

### Enseignement
Il n'y a aucun établissement d'enseignement à Sant'Andréa-di-Bozio. L'école primaire publique d'Erbajolo est à 7 km. L'école élémentaire publique la plus proche se trouve à Piedicorte-di-Gaggio, village distant de 19 km. Les collège et lycée Pascal-Paoli de Corte sont les plus proches, distants de 32 km.

### Santé
Les médecins les plus proches ont leur cabinet à Corte distant de 19 km. D'autres se trouvent à Aléria, à 43 km.

Les plus proches hôpitaux sont :
- le Centre hospitalier intercommunal Corte-Tattone à 19 km ;
- le Centre hospitalier de Bastia à 88 km.

### Manifestations culturelles et festivités
- 30 novembre : Sant'Andria l'Apostulu, fête patronale.

### Culte
Il n'y a qu'un seul lieu de culte à Sant'Andréa-di-Bozio : l'église paroissiale Sant'Andria, catholique, qui relève du diocèse d'Ajaccio.

## Culture locale et patrimoine

### Lieux et monuments
- Monument aux morts

#### La cathédrale du Bozio

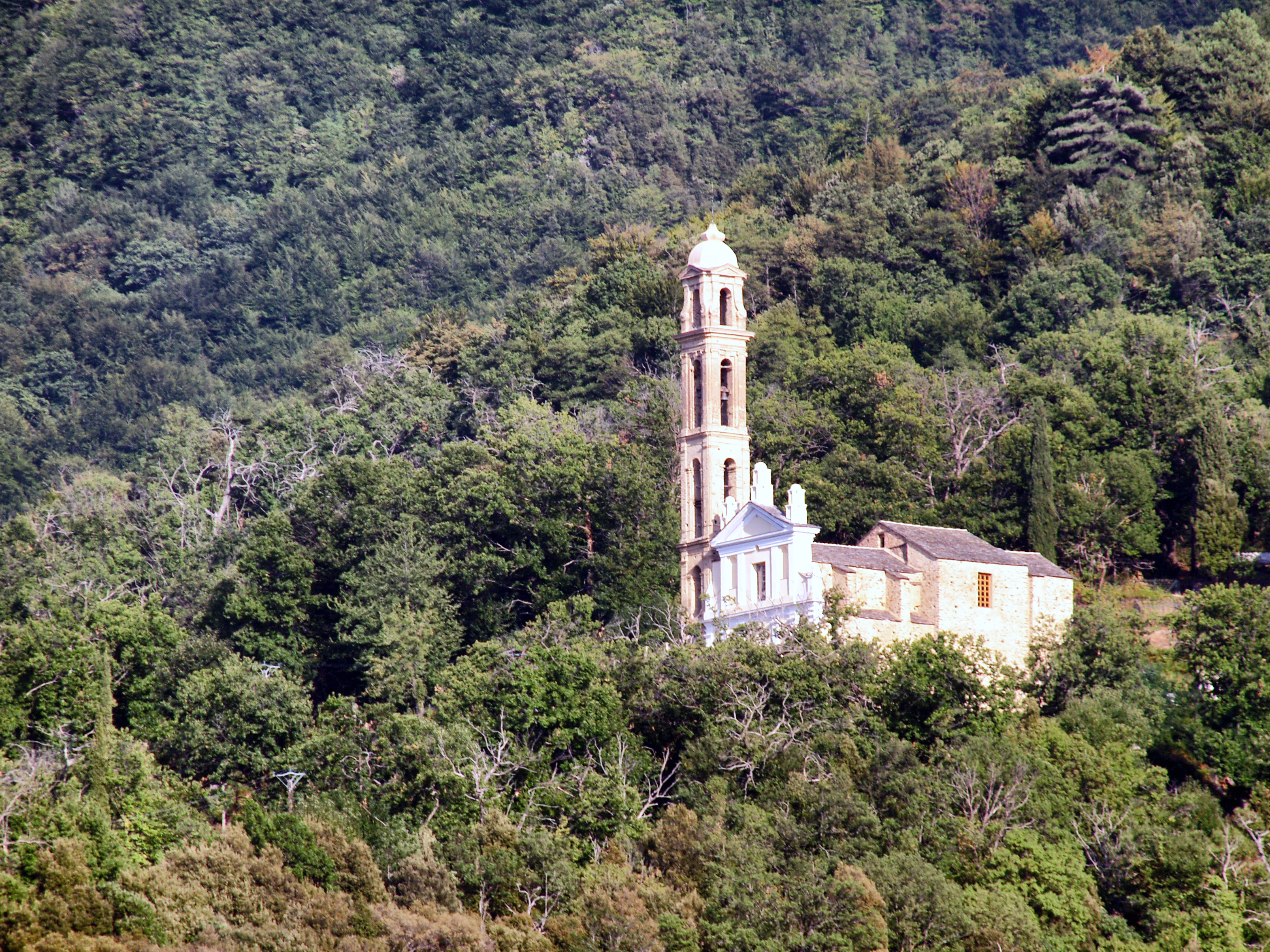
Vue de l'église Saint-André.

« Cathédrale du Bozio », ainsi est appelée l'église paroissiale Saint-André qui se dresse à 870 m d'altitude, isolée du village, dans la châtaigneraie. Cette église pievane, bâtie sur l'emplacement d'une ancienne chapelle médiévale, a été achevée en 1721. Elle a plusieurs fois été restaurée au cours du XIXe siècle ; son décor intérieur est daté de 1863.
 
L'église Sant'Andria se caractérise par sa simplicité et ses dimensions importantes pour l'époque et la région. Son clocher haut de 37 mètres, constitue un repère visible de presque tout le Bozio comme de Corte et sa région.
L'édifice, propriété de la commune, est inscrit à l'inventaire des Monuments Historiques par arrêté du 23 juin 1993. 
S'y trouvent deux œuvres propriétés de la commune, classées au titre des Monuments historiques :
- un tableau La Crucifixion, peinture à l'huile sur toile, daté de 1661 et signé Santis Marc'Antonio (peintre originaire de Naples qui fut actif en Corse de 1646 à 1681, date de sa mort), classé par arrêté du 6 novembre 2006[11] ;
- une statue Christ en croix, sculpture en bois polychrome du XVIe siècle (?), classée par arrêté du 9 février 1995[12].

#### Autres
- Un oratoire se trouve au lieu-dit San Cervone, à l'intersection de la route D16 avec la route D439 - 899 m d'altitude.

### Patrimoine naturel
Sant'Andréa-di-Bozio est concernée par deux espaces protégés et gérés : 

#### Arrêté de protection de biotope, d’habitat naturel ou de site d’intérêt géologique
Punta Alta
Sant'Andréa-di-Bozio, avec Focicchia, font partie d'un espace protégé déclaré par arrêté préfectoral de Biotope du 30 juin 1998. Ce site représenté par des falaises continentales et rochers exposés d'une superficie de 8 ha, est nommé « Punta Alta (FR3800541) ».

#### Parc naturel régional
Sant'Andréa-di-Bozio est une commune adhérente du parc naturel régional de Corse, un espace de 362 978 ha créé en 1972, et repris à l'Inventaire national du patrimoine naturel sous la fiche Corse (FR8000012).

#### ZNIEFF
Châtaigneraie et bois des versants sud et ouest du massif du San Petrone
Sant'Andréa-di-Bozio est située dans la zone naturelle d'intérêt écologique, faunistique et floristique de 2e génération appelée « Châtaigneraie et bois des versants sud et ouest du massif du San Petrone », objet de la fiche ZNIEFF 940004202 à l'inventaire national du patrimoine naturel.
La zone concernée comprend les formations boisées (châtaigniers, chênes verts, chênes blancs, aulnes cordés, et boisements épars de résineux) de la Castagniccia occidentale et du Bozio, un versant moins humide que le versant oriental de la chaîne du San Petrone, la couverture forestière de ce secteur est moins homogène et morcelée en différentes unités. Les châtaigneraies constituent un élément marquant dans le paysage, mais sont moins omniprésentes qu'en petite Castagniccia.

### Personnalités liées à la commune
- Santos Manfredi, né en 1867 à Sant'Andréa-di-Bozio, fut un grand propriétaire agricole argentin et un philanthrope.
- Charles Thomas, Officier de l'armée française, célèbre résistant FFI fusillé par les Allemands en octobre 1944 à Val-et-Châtillon (54). Il avait épousé en juin 1936 en la cathédrale de Sant'Andréa-di-Bozio, une jeune fille du village, Estelle Ginefri, décédée en juin 1950 (fille de Nicolas Ginefri et de Thérèse Orsini). Ils sont décédés tous les deux et sont enterrés à Val-et-Châtillon (54), ils ont eu 5 enfants : Nicole, Jean-Charles, Andrée, Marc et Renée (décédée en 1943).